# 附帶導航！一做就上手 第一次的遊戲程式設計
《附帶導航！一做就上手 第一次的遊戲程式設計》是一款由任天堂企劃製作本部開發并由任天堂發行于任天堂Switch平台上的编程游戏。遊戲于2021年6月11日在全球同步發售，支持繁简中文游戏内容。2022年10月31日，游戏由腾讯代理发售大陆行货版。
游戏允许玩家通过视觉化编程语言来制作小游戏，玩家可以通过游戏中的不同节点和输入输出关联，来设置自己所希望的游戏控制方式、场景互动以及游玩效果等，最终制作出自己的游戏。游戏在任天堂Switch的电视模式下，还允许玩家外接鼠标来协助进行游戏的设计。